# 2022年8月中國大陸

## 8月1日
- 中國人民解放軍建軍95周年[1]；東部戰區發布題爲「重磅發布：嚴陣以待，聽令而戰」的軍事演習短片[2][3]。
- 中國大陸海關即日起禁止過百家台灣食品廠的產品進口。[4][5]
- 國家衛健委黨組在《求是》雜誌刊文指，育齡婦女生育意願走低，中國人口將在「十四五」期間負增長。[6][7]
- 中國大陸自主研製的C919大型客機完成取證試飛。[8]
- 中國門戶網站新浪在台灣設立的「新浪台灣」網站即日起關閉，其在台母公司稱原因是營運策略考量。[9][10]
- 因應COVID-19疫情，河南永城市即日起實施臨時管控。[11]
- 遼河支流繞陽河因發生有記錄以來最大洪水導致決堤，引發多地洪災，當局連日派人搶修。[15]

## 8月2日
- 針對美國眾議院議長佩洛西晚間抵達台灣，中國外交部發聲明表示堅決反對、嚴厲譴責，向美方提出嚴正交涉和強烈抗議[16][17]；中國國防部宣布將展開一系列「針對性軍事行動」予以反制[18]。
- 中國內地股市大幅下挫，上證指數一度大跌超過3%，逾4500隻股份下跌。[19][20]
- 社交平台新浪微博晚間持續崩潰，美國眾議院議長佩洛西訪台相關話題大量佔據熱搜榜。[24]

## 8月3日
- 中國商務部宣布即日起暫停對台灣出口天然砂[25][26]；中國大陸海關即日起暫停從台灣輸入柑橘類水果和冰鮮白帶魚、凍竹筴魚[27]。
- 中國國台辦宣布對「台独」頑固分子關聯機構採取「惩戒」措施。[28]
- 浙江溫州市國安局刑事拘傳審查台男楊智淵，指他長期從事「台独」分裂活動、涉嫌危害國家安全。[32]
- 北京大學稱收到該校國家發展研究院BiMBA商學院院長陳春花的辭職申請，並將其解聘。[33][34]
- 江西吉安市有男子持械闖入幼兒園行兇，造成4人死亡、5人受傷，嫌犯同日逃竄時遭遇車禍不治。[35][36]
- 因應COVID-19疫情，浙江義烏市即日起實施臨時管控，其中高風險區實施禁足。[37][38]

## 8月4日
- 中國人民解放軍中午起一連3日在台灣周邊6個區域進行海空實彈軍事演訓，禁止船隻和飛行器進入[43]；東部戰區火箭軍部隊同日下午宣布，向台灣東部海域發射的導彈全部精準命中目標，實彈發射訓練任務已圓滿完成，將解除相關海空域管控[44]。
- 就七國集團和歐盟高級代表發表涉台聲明，中國外交部緊急召見多位駐華使節，提出嚴正交涉。[45]
- 中國外交部證實取消中日外長原定於金邊的會晤，稱原因是日本同多國的共同聲明無端指責中國。[46]
- 因應COVID-19疫情，海南省三亞市即日零時起進入區域管控狀態。[47]
- 河南商丘市宣布撤回昨夜民權縣對全縣居民「賦碼管理」的決定。[48][49]
- 中國等多國學者在醫學期刊發表研究指，在山東、河南發現新型人畜共患病毒「瑯琊病毒」，已知35例感染。[57]
- 遼寧鐵嶺縣當局承認遼河上游水庫泄洪導致大片農作物絕收，稱村民只能通過農業保險申請理賠。[58][59]

## 8月5日
- 針對佩洛西訪台，中國對美國採取8項反制措施，並對美國眾議院議長佩洛西及其直系親屬實施制裁。[63]
- 河南再有兩名金融系統官員因涉嫌嚴重違紀違法被審查調查。[64]
- 中國大陸多款地圖軟件被發現可顯示完整且詳細的台灣地圖資訊，其中街道和地標的命名引發熱議。[68]
- 河北石家莊市一名監獄釋囚持刀襲擊獄警和監獄外協人員，造成2死1傷，警方稱動機是心存不滿。[69][70]
- 民企奧美醫療證實湖北荊門市的廠區日前發生中毒事件，43名員工送醫，當中1人不治身亡。[71]

## 8月6日
- 海南三亞市因應COVID-19疫情即日起實行「臨時性全域靜態管理」，全日逾8成航班被取消，當地鐵路亦全部禁售，約8萬名遊客滯留當地[78]；翌日，三亞鳳凰國際機場所有進出港航班均被取消[79][80]。
- 中國人民解放軍即日起一連十日在黃海南部特定海域進行實彈射擊，並發布航行警告。[81]
- 中國現存最長木拱廊橋、擁900多年歷史的福建寧德市萬安橋起火焚毀並坍塌，警方介入調查。[82]

## 8月7日
- 因應COVID-19疫情，海南儋州市、萬寧市即日起實行「臨時性全域靜態管理」[83][84]；瓊海市則實行「臨時性全域相對靜態管理」[85]；海南全省即日起展開全民核酸檢測[86]。
- 西藏時隔920天再度發現COVID-19病例，患者均來自西藏日喀則市，在阿里地區旅遊時確診。[87]
- 中國民航局即日起調整國際航班熔斷措施。[88]
- 廣東省運動會一場男足決賽被指「踢假球」而引發廣泛關注，中國足協翌日宣布派人前往廣州調查。[93]

## 8月8日
- 中國百貨品牌名創優品被曝曾在域外網站將中國旗袍公仔誤稱爲日本「藝伎」，品牌方翌日公開致歉。[94][95]
- 因應COVID-19疫情，海南海口市、五指山市、澄邁縣、昌江縣等地即日起實行「臨時性全域靜態管理」。[99]
- 河南寧陵縣因應COVID-19疫情延長「靜默管理」，《農民日報》同日刊文質疑措施令農民種地難。[100][101]
- 因應COVID-19疫情，西藏日喀則市即日起全市實行「靜默管理」[102]，至少延長至8月21日[103]。
- 安徽省政府下發通知，要求各地各部門深入開展全民節電行動，旨在「緩解能源供應緊張狀況」。[104]
- 中國人民解放軍繼續在台灣周邊海空域進行演訓[105][106]；又，即日起一連2日在廣東湛江東部海域進行射擊訓練，並發布航行警告[107]。

## 8月9日
- 「國家芯片大基金」的管理公司有3名高管因涉嫌嚴重違紀與/或嚴重違法被當局調查。[108][109]
- 中國大陸醫療科普博主「丁香園」旗下「丁香醫生」等多個平台的系列賬號被禁言或屏蔽。[113]
- 因應COVID-19疫情，位於西藏拉薩的布達拉宮、羅布林卡、西藏博物館暫停對外開放。[114]
- 河北廊坊市宣布取消戶籍及社保等購房條件，並解除重點區域住房限售，被指是近年來中國大陸首例。[119]
- 中國人民解放軍即日起一連3日在黃海南部特定海域進行實彈射擊，並發布航行警告。[120]

## 8月10日
- 中國國台辦、國新辦发布第三份台湾问题白皮书《台湾问题与新时代中国统一事业》。[121]
- 解放軍東部戰區宣布，在台灣島周邊海空域進行的軍演成功完成各項任務，將常態組織台海戰備警巡。[122]
- 無COVID-19疫情的山東臨沭縣舉行全員核酸檢測「大比武」，隨機劃區進行演練，引發爭議。[127]
- 中國國民黨副主席夏立言即日起率團訪問中國大陸，黨部公布行程，澄清不會到訪北京。[128][129]
- 「弦子」控訴央視主持人朱軍性騷擾案二審開庭，法庭認爲證據不足，維持原判敗訴。[130][131]
- 江蘇蘇州市有女子身穿浴衣式和服在淮海街街頭拍照時，被警察以涉嫌尋釁滋事帶走。14日，事件经过微博传播，引發爭議和对“和服自由”的讨论。该女声称10日当天，警察在公安机关内，对她和同伴进行“教育、筆錄、查勘手機所有內容、刪照片、給我拍照、沒收c服”后，放才允许他们离开[135]。近年来，此类反和服事件在中国大陆常见。

## 8月11日
- 因應COVID-19疫情，浙江義烏市即日起全市實施3天「靜默管理」[136]，其後再延長[137]。
- 多家銀行的深圳支行有部分儲戶被凍結賬戶，有銀行業者稱是配合公安部門打擊犯罪的「斷卡」行動。[142]
- 中國樓市研究機構貝殼研究院刪除日前發表的住房空置率報告並公開致歉，聲稱部分數據不準確。[143][144]
- 針對四川、重慶、湖北、湖南、江西、安徽等地持續乾旱，中國國家防總啟動抗旱四級應急響應。[145]
- 芯片設計公司ARM前總裁Tudor Brown宣布辭任中芯國際董事[146]；同日趙海軍亦辭任董事[147]。
- 浙江寧波市有民房發生火災，造成7人當場死亡。[148]

## 8月12日
- 中國國企中國人壽、中國石油、中國石化、上海石化、中國鋁業同日宣布將自美國退市。[149][150]
- 河南鄲城縣公交公司宣布由於經營困難、拖欠數月薪資，導致城市公交全部停運。[151][152]
- 中國銀保監會指，河南、安徽5家村鎮銀行吸收並非法佔有公眾資金，涉嫌嚴重犯罪。[153]
- 河南銀保監會再有兩名官員因涉嫌嚴重違紀或違法，接受監察調查。[154]
- 中國大陸對早前率團訪台的立陶宛交通與通訊部副部長瓦伊丘凱維丘特實施制裁。[155][156]
- 熱浪席捲中國大陸，中國中央氣象台發出史上首個國家級高溫紅色預警。[157][158]

## 8月13日
- 因應COVID-19疫情，新疆庫爾勒市即日起實行「臨時性靜態管理」，暫定爲期5至7天。[159]
- 中國人民解放軍在新疆庫爾勒和山東青島承辦“2022年國際軍事比賽”部分賽事，並赴俄羅斯等國參賽。[160]
- 因應COVID-19疫情，甘肅敦煌市15時起全市實施「靜默管理」24小時，當地旅遊活動暫停。[161]
- 四川彭州龍槽溝山洪暴發，多人被沖走，造成至少7人死亡、8人受傷。[162][163]
- 受極端高溫天氣影響，貴州赤水丹霞大瀑布景區因上游河水枯竭閉園。[164]

## 8月14日
- 受持續乾旱影響，安徽省多個縣市報告指多條主幹河流斷流，令農業灌溉和生活用水困難。[165]
- 四川德陽市一座興建中的人行天橋垮塌，造成至少1人死亡、2人受傷。[166][167]
- 16時20分，青海玉樹雜多縣發生5.9級地震，震源深度10公里。[168]
- 中國國家男子排球隊時隔十年再次奪得亞洲杯冠軍。[169]

## 8月15日
- 由於供電緊張加劇，四川電網「有序用電」方案中的所有工業企業須於即日起全面停止生產6天。[170][171]
- 中國國家統計局公布7月宏觀經濟數據，主要指標均遜於預期[175]；中國央行同日超預期降息10個基點[176]。
- 多名美國跨黨派議員訪台翌日，中國人民解放軍東部戰區宣布在台灣周邊進行實戰化演練。[177]
- 江蘇省政府證實海南省政府曾致函要求放開航班接收滯留旅客，但澄清並非江蘇拒收，屬臨時航班問題。[181]

## 8月16日
- 中國國務院總理李克強在深圳市主持召開經濟大省政府主要負責人座談會，並在當地展開2天考察[182][183]；中共中央總書記習近平即日起先後到遼寧錦州市和瀋陽市考察[184][185][186]。
- 中共中央台辦公布新一批「台獨頑固分子」清單，並連同早前公布的名單實施制裁。[187][188]
- 因應長江流域多個省市持續乾旱，當局即日起調度三峽水庫向長江中下游補水。[189]
- 因應電力緊缺，重慶市即日起連續八天實施「有序用電一級方案」，擴大企業限電範圍[190][191]；同日湖北武漢市多家商場和寫字樓限電[192][193]；四川成都市關閉所有戶外廣告照明及非安全照明設施[194]。
- 江西省人大常委會原副主任史文清受賄、非法持有槍支案宣判，其被判處死緩兩年。[195]

## 8月17日
- 四川成都市將限電範圍擴大至商場、寫字樓等商業場所，以及地鐵、機場等公共交通設施[199]；彭州市要求部分商業場所即日起關停空調及電梯，直至另行通知[200]。
- 日本餐飲品牌壽司郎在廣州的分店被指禁止員工上班時講粵語，引發爭議；公司澄清是「內部信息傳遞表述不當」，涉事店長已被總部嚴肅教育[204]。
- 中國作協公布擬發展會員年度名單，曾因「屎尿詩」引發爭議的作家賈淺淺入列，再度掀起質疑。[205][206]
- 安徽泗縣發布《關於共創房地產業繁榮的倡議書》，包括倡議公職人員發動親友參與購房。[207]
- 青海西寧市大通縣因暴雨引發山洪及河流改道等災害，造成至少25人死亡。[208][209]

## 8月18日
- 中國中央氣象台時隔9年再度發布氣象乾旱預警。[210]
- 中國百貨品牌名創優品就自居「日本設計師品牌」道歉，並承諾在2023年3月底前完成「去日化」整改。[211]
- 中國國務委員兼外交部長王毅在中非合作論壇宣布，中國將免除非洲17國的23筆無息貸款債務。[212]
- 因應COVID-19疫情，河北衡水市主城區即日18時起實行「靜默管理」至8月20日24時。[213]

## 8月19日
- 華裔富商肖建華因犯非法吸收公眾存款、單位行賄等4罪，被上海法院判囚13年；旗下明天控股被罰款550.3億元人民幣。[218]
- 志象網、獵云網、鳳凰網旗下「風暴眼工作室」等多個財經自媒體的微信公眾號即日起被屏蔽或關停。[219][220]
- 中國最大淡水湖鄱陽湖提前進入低枯水期，是1951年有記錄以來最早的一次。[221]

## 8月20日
- 中國大陸網紅司馬南在微博、抖音、今日頭條等平台的賬號均被禁言。[225]
- 遙感三十五號04組衛星在四川西昌衛星發射中心成功發射升空。[226]
- 中國天主教官方機構中國天主教愛國會及中國天主教主教團分別選出新主席。[227]
- 因應COVID-19疫情，河南三門峽市主城區即日起實行「全域靜態管理」，爲期3天。[228]

## 8月21日
- 因應供電緊張，原定零時起解除工業限電的四川省宣布延長限電5天[229]；全省啟動突發事件能源供應保障最高級應急響應[230]。
- 上海市要求翌日起暫停開放外灘、北外灘、小陸家嘴地區的景觀照明，爲期2天。[231]
- 熱浪席捲下，重慶市巴南區發生山火，一度逼近民居；四川瀘州市亦發生山火，蔓延至貴州省內。[235]
- 浙江義烏市即日起全市解除因應COVID-19疫情實施的「靜默管理」，共歷時10天。[236]

## 8月22日
- 就人教社教科書插圖事件，中國教育部宣布問責有關單位及27名失職人員，不再聘請吳勇等人，並指未發現利益輸送問題。[237][238]
- 新疆食品公司麥趣爾因超範圍使用食品添加劑生產純牛奶，被當局罰款7315.1萬元人民幣。[239][240]
- 社交平台新浪微博宣布將增設個人主頁顯示公開評論的功能，該功能無法被用戶關閉。[241]
- 上海警方公布月前上海中考泄題事件的調查結果，3人分別因非法取得與竊取考題而被捕。[242][243]

## 8月23日
- 影音平台嗶哩嗶哩（B站）旗下貓耳FM（M站）宣布下架一批廣播劇，據報全部屬於耽改劇。[247]
- 針對一名華裔工程師承認在轉職小鵬汽車前從蘋果公司竊取機密，小鵬汽車自稱與案件無關聯。[248][249]
- 網傳中國央視攝影記者在三星堆遺址直播採訪時失足跌入考古坑，並壓碎文物；央視未有回應。[253]
- 中國大陸3家房地產央企或國企有4名高管同日被通報涉嫌嚴重違紀違法接受調查。[254][255]
- 中國科學院創新十六號衛星在西昌衛星發射中心成功發射升空，進入預定軌道。[256]
- 因應COVID-19疫情，河北涿州市即日起實行「靜默管理」，並展開多次全民核酸檢測。[257]

## 8月24日
- 中國科學院與倫敦動物學會聯合發表研究指，海洋哺乳類動物儒艮已經在中國功能性滅絕。[258][259]
- 中國大陸時隔兩年多後首次開放外國留學生入境，持特定證件者無需重辦赴華簽證。[260]
- 人造衛星北京三號B星在太原衛星發射中心成功發射升空，進入預定軌道。[261]
- 正訪問中國大陸的中國國民黨副主席夏立言在江蘇崑山與大陸海協會會長張志軍餐敘。[262]
- 中國社科院下轄的中國歷史研究院發布《明清時期「閉關鎖國」問題新探》，引發爭議。[263][264]

## 8月25日
- 中國女排在亞洲盃佩戴口罩作賽，一度不敵伊朗；事件引發爭議，中國排球協會翌日公開致歉。[268]
- 已故明星李小龍之女李香凝起訴中國大陸連鎖餐飲品牌「真功夫」涉商標侵權一案開庭審理，原告索賠2.1億元人民幣。[269]
- 廣東珠海市多個區域下午突然拉響防空警報，引發廣泛關注；當局同日致歉，稱是防空系統故障及人員處理失當導致誤鳴。[270][271]
- 颱風「馬鞍」上午在廣東茂名市沿海登陸，其時中心附近最大風力達12級。[272]
- 湖南長沙市監察委員會公布，中南大學湘雅二醫院副主任醫師劉翔峰因涉嫌嚴重違法，正接受監察調查。[273]

## 8月26日
- 中國證監會、中國財政部與美國公眾公司會計監督委員會（PCAOB）簽署審計監管合作協議。[274]
- 中國銀保監會宣布原則上同意遼寧兩家村鎮銀行進入破產程序。[275]
- 江西鷹潭市有方艙醫院被曝衛生條件惡劣、數百人席地而睡，當地衛健委稱後期將會改善。[279]
- 歷經一個月排乾湖水搜尋，在河南汝州市城市公園出現的外來物種鱷雀鱔被園方捕獲並無害化處理。[280][281]

## 8月27日
- 無新增COVID-19感染的河南三門峽市澠池縣宣布翌日起在主城區實行「靜態演練」，爲期3天。[282]
- 因應COVID-19疫情，山西永濟市即日起實行「臨時性全域靜默管理」，爲期3天。[283]
- 因應COVID-19疫情，遼寧本溪市所有公共交通即日起停運3天，要求市民非必要不離市。[284]

## 8月28日
- 中國大陸2名男子落海後出現在金門大橋烈嶼端，向金門消防求助後獲救送醫；2人自稱是廈門漁民，不慎落水後漂流至該處。[285][286]
- 2022年中國網絡文明大會在天津市開幕，會上發布《共建網絡文明天津宣言》。[287]
- 隨著降溫降雨舒緩供電緊張，四川省一般工商業用電全部恢復，此前限電已持續近半個月。[288]
- 因應COVID-19疫情，黑龍江哈爾濱市七個區域即日起實施「臨時管控」措施。[289]
- 因應COVID-19疫情，河北省會石家莊市即日起暫停全市地鐵和公共汽車運營。[290]

## 8月29日
- 河北省檢方通報，涉及唐山燒烤店打人事件的28名嫌犯被提起公訴；省紀委監委同日通報，涉及惡勢力組織背後的腐敗和「保護傘」問題的15人被立案調查。[291]
- 因應COVID-19疫情，遼寧大連市宣布即日起連續三天加強管控，高風險區封區禁足，公共交通部分停運，乘客需佩戴N95口罩。[292]
- 因應COVID-19疫情，廣東深圳市羅湖區、福田區、龍崗區即日起實施全域管控，要求非必要足不出户，地鐵及公共汽車部分停運。[296]
- 前中國首富王健林之子王思聰卸任萬達集團董事職務。[297]

## 8月30日
- 因應COVID-19疫情，四川成都市即日起實施分區分類管控，暫定爲期5天[298]；西昌市即日起全域實行「靜態管理」，暫定為期3天[299]。
- 河北承德市高新區公布防疫罰則，包括不配合流行病學調查者，三代以內旁系親屬不得報考公務員等；此舉引發質疑，當局同日撤回措施並道歉。[303]
- 中國首條跨海高鐵——新建福廈鐵路全線鋪軌貫通，連接福州市和廈門市。[304]
- 甘肅省原副省長宋亮受賄案一審宣判，其被判處無期徒刑。[305]

## 8月31日
- 聯合國人權事務高級專員巴切萊特發表新疆人權報告[306]；中國外交部同日宣稱該報告完全非法且無效[307]。
- 因應COVID-19疫情，廣州市海珠區即日起全區停課，公共交通部分停運，並展開全員核酸檢測。[308]
- 開學在即，山東、江蘇等地的學校被指下架易中天、龍應台、楊紅櫻等多名作家的部分或全部作品。[312]